# トト (漫画)
『トト』は長田裕幸による日本の漫画作品。『マガジンSPECIAL』で連載されていた。全2巻。本作の元となった作品は、『オズの魔法使い』。

## あらすじ
50年前、全世界を壊滅に追い込んだ第四次世界大戦。それにより、人類は0からの生活を強いられた。そして、世界は第二次産業時代を迎えた。しかし、未だに世界の半分は荒野である。過去の文化や技術は今や全て土の中。だから、その文化や技術を掘り起こすトレジャーハンターが増えた。これはそんな時代の物語。

## 登場人物
登場人物は、「オズの魔法使い」に出てくるキャラを元としたものが多い。

### カカシ一行
カカシ
本作の主人公。「犬の腕輪」の装者。ゴーグル、黒のスーツが特徴の少年。ノースとは孤児同士で、子供の頃から一緒だった。「マンチキン団」と名乗り、ノースと共にトレジャーハンターをしていた。本人曰く、「子供の頃の記憶が無い」らしい。元々は人並みの身体能力だったが、腕輪装着後は身体能力が飛躍的に向上した（ドロシーに「カカシがいれば百人力」と信頼されている程）。大好物はドユの実。元ネタは、「オズの魔法使い」の脳みその無い案山子。
トト
カカシの左腕の「犬の腕輪」に宿る犬の名前。名前の由来は、ドロシーが昔飼っていた犬の名にちなんだもの。元ネタは、オズの魔法使いのドロシーが連れていた犬・トト。

ドロシー
本作のヒロイン。茶髪に三つ編みが特徴。最新型大型貨物飛行船『トルネド』から命からがら逃げ出してきた。カカシが酒を飲ませて以来、酒が好きになるが、本人は酒にやたらと弱く、酔いやすい。元ネタは「オズの魔法使い」の主人公・ドロシー。
リオン
板金屋。普段は強気だが、根は臆病で、情に脆い。元ネタは、「オズの魔法使い」の臆病なライオン。
ロボット
ロボット。のちに言葉を話せるようになる。元ネタは、「オズの魔法使い」のブリキの樵。

### 大ナッソー帝国軍
世界最大の軍事国家『大ナッソー帝国』の軍。
ガフ
大ナッソー帝国軍の少佐で、特務部隊の隊長。「虎の仮面」の装者。
ダムダ・ダム
大ナッソー帝国軍の少佐。カカシに左腕を斬られてからは、機械の義手を着用している。人相描きが得意。
ゼペス
大ナッソー帝国軍の伍長。

### その他の人物
ノース
カカシの相棒。カカシ同様、孤児。「三千ギア貯めて飛行機を買う」というのが夢だった。ドロシーに惚れていた。大ナッソー帝国軍に銃で撃たれ、死亡する。
エム
博士。ドロシーの母親で、装神具研究の第一人者。役割は、「オズの魔法使い」のエム叔母さん。
ウォルグ
博士。エム博士の先輩の装神具研究家。
オヅ
『翠の都』にいるという、唯一、装神具を外すことができるとされる人物。作中では、一度も登場しなかった。役割は、「オズの魔法使い」のオズ。
オードリー
ライフルを使いこなす妊婦。大ナッソー帝国軍に銃で撃たれ、死亡する。死ぬ間際に娘を出産する。その赤子の命名の際にはカカシが、オードリーの銃の名前から取って『サリー』を提案し、オードリーは「素敵な名前」と言い、それに決まった。

## 装神具（アクセサリ）
遥か昔栄えた超高度文明は、金属に獣の力を宿す技術を生み出した。それが、様々な装飾品の形をした人体兵器「装神具」。装神具は生きた金属オリハルコンから形成されている。今に残る神話や、伝説上の魔獣は、装神具が引き起こした「悪夢」の記憶が原形となっているらしい。装神具は、宿り主が死ぬまで外れない。装神具を身に付けることで能力以外にも、体が軽くなったり、回復力が高まったりする効果がある。
犬の腕輪（ドッグブレス）
装者／カカシ
北欧のフェンリル、地獄の番犬ケルベロス、冥界の裁判官アヌビス等、犬の姿をした魔獣の力が宿っている腕輪。発動後は、犬が左腕と完全に同化する。
「喰」（ショク）
犬の腕輪の能力。犬が喰った物体を、犬の体内に取り込み、再利用することが出来る。

虎の仮面（マスカティグラ）
装者／ガフ
虎の仮面は体への融着率が限りなく100％に近く、装者の体はオリハルコンのように固くなる。
「雷」（ライ）
虎の仮面の能力。雷を発することが出来る。

## 用語
ギア
この世界の通貨。同作者の別作品、「トト! the wonderful adventure」、「TRIBAL 12」にも同名の通貨が使われている。

## 単行本
- 第一巻 ISBN 4-06-313091-6
- 第二巻 ISBN 4-06-363130-3